# Gekijō-ban Psycho-Pass
Gekijō-ban Psycho-Pass (劇場版 PSYCHO-PASS?, Gekijō-ban Saiko Pasu) è un film d'animazione del 2015 diretto da Katsuyuki Motohiro e Naoyoshi Shiotani.
La pellicola è tratta dalla serie Psycho-Pass, della quale rappresenta l'atto conclusivo. È uscito il 9 gennaio 2015 in Giappone.

## Trama
Nell'anno 2116 il governo giapponese inizia ad esportare i droni del "Sybil System" in paesi in difficoltà e il sistema si diffonde in tutto il mondo. Uno stato nel mezzo di una guerra civile, SEAUn (l'Unione del Sud East Asiatico, pronunciato "shian"), accetta di introdurre il "Sybil System" come esperimento. Sotto il sistema, la cittadina costiera di Shambala Float raggiunge sicurezza interna e una pace temporanea. Ma successivamente il governo di SEAUn manda un gruppo di terroristi in Giappone, che si infiltra nel sistema per attaccarlo dall'interno. L'ombra di un certo uomo ricade sull'incidente. A capo della polizia, Tsunemori decide di andare a Shambala Float per investigare. La verità dietro la giustizia in questo nuovo paese le diventerà presto chiara.

## Incassi
Nel weekend di debutto, il film ha incassato 137 milioni di yen, finendo per totalizzare 770 milioni il mese successivo.